# Баджирао и Мастани
«Баджирао и Мастани» — индийская эпическая историческая мелодрама 2015 года режиссёра Санджая Лила Бхансали, который также написал музыку к фильму. Производством занималась компания Bhansali Productions, а дистрибуцией — Eros International. В фильме, основанном на новелле «Raau» писателя-романиста Нагната С. Инамбара, снимались Ранвир Сингх, Дипика Падуконе и Приянка Чопра.
Фильм является одним из самых дорогих и самых кассовых в Индии (в пересчёте на доллары США — примерно 54 миллиона), получил множество наград.

## Сюжет
Начало XVIII века. Король маратхов Чхаттрапати Шаху объявляет о выборе нового Пешвы. Несмотря на самовыдвижение Шрипада Рао, Амбаджи Пант решает назначить Баджирао. Чтобы сравнить их духовную мудрость и владение оружием, Шрипад бросает вызов Баджирао, требуя разрезать перо павлина с помощью стрелы. Баджирао преуспевает и получает титул Пешвы. Спустя десять лет, его жена Кашибаи навещает свою овдовевшую подругу Бхану, чей муж был обвинён в шпионаже и, следовательно, казнён по приказу Баджирао. Та с горечью предупреждает, что так же, как она тоскует по своему мужу, Кашибаи будет тосковать по Баджирао.
Во время путешествия по Сироньи, эмиссар из Бунделкханда, проникает в палатку Баджирао и требует его помощи в борьбе с захватчиками. Она представляется Мастани, дочерью индуистского короля раджпута Чхатрасала и его супруги Рухани Бай. Вдохновлённый её способностями как воительницы, Баджирао предлагает ей помощь своей армии и побеждает захватчиков. Чхатрасал обрадован и настаивает на том, чтобы Баджирао провёл с ними Холи. Мастани и Баджирао испытывают чувства друг к другу, и он дарит ей свой кинжал, который является символом брака между Бунделкхандом и Раджпутами. После этого он отправляется в город Пуну, где Кашибаи приветствует его и устраивает экскурсию по их недавно построенной Шанивар Ваде и показывает ему зал зеркал, который позволяет ей увидеть его из своей комнаты. Но вскоре Мастани решилась последовать за Баджирао, несмотря на различие их религий и запрет многоженства в индуизме, что вызвало негодование семьи Баджирао. Любви Баджирао и Мастани придется пройти через нелегкие испытания…

## В ролях
- Ранвир Сингх — Баджи-рао I
- Дипика Падуконе — Мастани
- Приянка Чопра — Кашибаи
- Милинд Соман — Амбаджи Пант
- Танви Азми — Радхабай, мать Баджи-рао
- Ваиббхав, Татвавди[англ.] — Чимаджи Папа
- Аюш Тандон[англ.] — Баладжи Баджи Рао (он же Нана Сахиб)
- Махеш Манджрекар — Чхаттрапати Шаху
- Адитья Панчоли[англ.] — Шрипад Рао / Пант Пратинидхи
- Раза Мурад[англ.] — Чин Куилич Хан, низам Декана
- Ирфан Хан — рассказчик
- Сукхада Хандкекар — Анубай
- Беджамин Гилани — король Чхатрасала
- Ануджа Сокхале — Бхиубай
- Джатин Карьекар — Кришнаджи Бхатт

## Производство

### Кастинг
Первоначально Бхансали хотел, чтобы центральную пару в этом фильме сыграли Салман Хан и Айшвария Рай, которые снялись в его фильме «Навеки твоя», но не смог свести их вместе после их расставания. В середине 2003 года он решил взять на главные роли того же Салмана и Карину Капур, а также Рани Мукерджи в роли Кашибаи. Однако идея была отклонена, поскольку оба были заняты на съёмках других фильмов. В результате фильм был отложен, и Бхансали занялся работой над фильмами «Последняя надежда», «Возлюбленная», «Мольба» и «Рам и Лила».
В следующие десять лет в СМИ продолжилась спекуляция по поводу производства и подбора актёрского состава. На разных этапах, по слухам, с проектом были связаны несколько актёров, включая Аджая Девгана, Шахрух Хана, Ритика Рошана, Ранвира Сингха, Дипику Падуконе и Катрину Каиф.
В июле 2014 года было подтверждено, что Бхансали возобновил проект, главные роли в котором будут играть актёры, которые снялись в его предыдущем фильме — Ранвир Сингх и Дипика Падуконе, а Приянка Чопра сыграет первую жену Баджи-рао I — Кашибаи (в предыдущем фильме, она выступила в качестве камео). Оба тщательно подготовились к исполнению своих ролей. Бхансали сообщил, что обратился к Дакше Шету, чтобы обучить пару каларипаятту, древнему индийскому боевому искусству. Шет также учил Падуконе танцевальному стилю катхак. Ради съёмок Ранвир Сингх выучил язык маратхи, обучился верховой езде, побрил голову и изолировался в номере в отеле на 20 дней. Ради роли Кашибаи Чопра провела 15-дневный курс коучинга, а также прошла языковое обучение диалекту маратхи, ходившему во время восхождения пешв.
В сентябре того же года было подтверждено, что Танви Азми сыграет мать Баджи-рао. По сообщениям, среди других актрис, рассматривавшихся на эту роль: Шабана Азми, Димпл Кападия и Суприя Патхак. Также, как и её экранный сын, Азми полностью обрила голову ради своей роли.

### Съёмки
Съёмки начались 9 октября 2014 года. Падуконе снялась для решающей сцены за два дня в конце декабря 2014 года, и возобновила съёмки в марте 2015 года, после завершения работы над её другими проектами. Большая часть фильма была снята в мумбайской киностудии Film City. Были проведены обширные исследования и разработки для создания массивных декораций. Батальные сцены были разыграны в штатах Мадхья-Прадеш, Раджастхан, Гуджарат и Махараштра.

## Саундтрек
| №   | Название                 | Исполнители                                                                              | Длительность |
| --- | ------------------------ | ---------------------------------------------------------------------------------------- | ------------ |
| 1.  | «Deewani Mastani»        | Шрея Гхошал, Ганеш Чанданшив, Муджтаба Азиз Наза                                         | 5:40         |
| 2.  | «Aayat»                  | Ариджит Сингх, Муджтаба Азиз Наза, Шадаб Фариди, Алтамаш Фариди, Фархан Сабри            | 4:22         |
| 3.  | «Malhari»                | Вишал Дадлани                                                                            | 4:05         |
| 4.  | «Mohe Rang Do Laal»      | Бирджу Махарадж, Шрея Гхошал                                                             | 3:52         |
| 5.  | «Albela Sajan»           | Шаши Суман, Кунал Пандит, Притхви Гандхарва, Каника Джоши, Раши Рагга, Гитикка Маджеркар | 3:29         |
| 6.  | «Ab Tohe Jane Na Doongi» | Пайял Дев, Шреяс Пураник                                                                 | 3:54         |
| 7.  | «Pinga»                  | Шрея Гхошал, Вайшали Мхаде                                                               | 4:16         |
| 8.  | «Aaj Ibaadat»            | Джавед Башир                                                                             | 4:45         |
| 9.  | «Fitoori»                | Вайшали Мхаде, Ганеш Чанданшив                                                           | 3:56         |
| 10. | «Gajanana»               | Сукхвиндер Сингх                                                                         | 3:34         |

## Критика
| Рейтинги           | Рейтинги                                                                           |
| Издание            | Оценка                                                                             |
| ------------------ | ---------------------------------------------------------------------------------- |
| The Times of India | 4 из 5 звёзд · 4 из 5 звёзд · 4 из 5 звёзд · 4 из 5 звёзд · 4 из 5 звёзд           |
| The Guardian       | 4 из 5 звёзд · 4 из 5 звёзд · 4 из 5 звёзд · 4 из 5 звёзд · 4 из 5 звёзд           |
| Bollywood Hungama  | 3 из 5 звёзд · 3 из 5 звёзд · 3 из 5 звёзд · 3 из 5 звёзд · 3 из 5 звёзд           |
| Time Out           | 3 из 5 звёзд · 3 из 5 звёзд · 3 из 5 звёзд · 3 из 5 звёзд · 3 из 5 звёзд           |
| Hindustan Times    | 2,5 из 5 звёзд · 2,5 из 5 звёзд · 2,5 из 5 звёзд · 2,5 из 5 звёзд · 2,5 из 5 звёзд |
| Rediff.com         | 2 из 5 звёзд · 2 из 5 звёзд · 2 из 5 звёзд · 2 из 5 звёзд · 2 из 5 звёзд           |

Рейчел Салтз из The New York Times написала в своём отзыве на фильм, что «ведущая пара дерзких любовников ни разу не была особо убедительна в качестве нарушителей условностей, к тому же они не столь привлекательны, как комнаты, в которых они живут, или одежда, которую они носят».
Анил Синанан из Time Out, напротив, заявил, что центральное послание фильма о том, что «все религии проповедуют любовь, но любовь не имеет религии», заслуживает похвалы, тем более что она до сих пор уместна для Индии.

## Награды
| Награды        | Награды                 | Награды                              | Награды                                        | Награды       |
| Дата           | Награда                 | Категория                            | Получатель                                     | Ссылки        |
| -------------- | ----------------------- | ------------------------------------ | ---------------------------------------------- | ------------- |
| 3 мая 2016     | Национальная кинопремия | Лучший режиссёр                      | Санджай Лила Бхансали                          | [ 24 ]        |
| 3 мая 2016     | Национальная кинопремия | Лучшая женская роль второго плана    | Танви Азми                                     | [ 24 ]        |
| 3 мая 2016     | Национальная кинопремия | Лучшая операторская работа           | Судип Чаттерджи                                | [ 24 ]        |
| 3 мая 2016     | Национальная кинопремия | Лучшая работа звукорежиссёра         | Бисвадип Чаттерджи                             | [ 24 ]        |
| 3 мая 2016     | Национальная кинопремия | Лучшая работа звукорежиссёра         | Джастин Джоз                                   | [ 24 ]        |
| 3 мая 2016     | Национальная кинопремия | Лучшая работа художника-постановщика | Салони Дхатрак, Шрирам Айенгар, Суджит Савант  | [ 24 ]        |
| 3 мая 2016     | Национальная кинопремия | Лучшая хореография                   | Ремо де Соуза (за песню «Deewani Mastani»)     | [ 24 ]        |
| 16 января 2016 | Filmfare Awards         | Лучший фильм                         | —                                              | [ 25 ]        |
| 16 января 2016 | Filmfare Awards         | Лучший режиссёр                      | Санджай Лила Бхансали                          | [ 25 ]        |
| 16 января 2016 | Filmfare Awards         | Лучшая мужская роль                  | Ранвир Сингх                                   | [ 25 ]        |
| 16 января 2016 | Filmfare Awards         | Лучшая женская роль второго плана    | Приянка Чопра                                  | [ 25 ]        |
| 16 января 2016 | Filmfare Awards         | Лучший женский закадровый вокал      | Шрея Гхошал (за песню «Deewani Mastani»)       | [ 25 ]        |
| 16 января 2016 | Filmfare Awards         | Лучшая работа художника-постановщика | Салони Дхатрак, Шрирам Айенгар, Суджит Савант  | [ 25 ]        |
| 16 января 2016 | Filmfare Awards         | Лучший дизайн костюмов               | Анджу Моди, Максима Басу                       | [ 25 ]        |
| 16 января 2016 | Filmfare Awards         | Лучшая постановка боевых сцен        | Шам Каушал                                     | [ 25 ]        |
| 16 января 2016 | Filmfare Awards         | Лучшая хореография                   | Бирджу Махарадж (за песню «Mohe Rang Do Laal») | [ 25 ]        |
| 26 июня 2016   | IIFA Awards             | Лучший режиссёр                      | Санджай Лила Бхансали                          | [ 26 ] [ 27 ] |
| 26 июня 2016   | IIFA Awards             | Лучшая мужская роль                  | Ранвир Сингх                                   | [ 26 ] [ 27 ] |
| 26 июня 2016   | IIFA Awards             | Лучшая женская роль второго плана    | Приянка Чопра                                  | [ 26 ] [ 27 ] |
| 26 июня 2016   | IIFA Awards             | За лучшую операторскую работу        | Судип Чаттерджи                                | [ 26 ] [ 27 ] |
| 26 июня 2016   | IIFA Awards             | Лучшее художественное направление    | Салони Дхатрак, Шрирам Айенгар, Суджит Савант  | [ 26 ] [ 27 ] |
| 26 июня 2016   | IIFA Awards             | Лучший дизайн костюмов               | Анджу Моди, Максима Басу                       | [ 26 ] [ 27 ] |
| 26 июня 2016   | IIFA Awards             | Лучшая фоновая музыка                | Санчит Балхара                                 | [ 26 ] [ 27 ] |
| 26 июня 2016   | IIFA Awards             | Лучшая хореография                   | Ремо де Соуза (за песню «Pinga»)               | [ 26 ] [ 27 ] |
| 26 июня 2016   | IIFA Awards             | Лучшие спецэффекты                   | Прасад Сутар                                   | [ 26 ] [ 27 ] |
| 26 июня 2016   | IIFA Awards             | Лучший дизайн звука                  | Нихар Ранджан Самал, Бисвадип Чаттерджи        | [ 26 ] [ 27 ] |
| 26 июня 2016   | IIFA Awards             | Лучший запись звука                  | Танай Гаджджар                                 | [ 26 ] [ 27 ] |
| 26 июня 2016   | IIFA Awards             | Лучшая постановка боевых сцен        | Шам Каушал                                     | [ 26 ] [ 27 ] |